# Casa Enric Mir i Carreras
La Casa Enric Mir i Carreras és un edifici modernista situat a l'avinguda Martí i Pujol, 45-47 de Badalona (Barcelonès), catalogat com a bé cultural d'interès local.

## Descripció
És una casa de planta baixa, pis i golfes, amb dos cossos distribuïts irregularment en un esquema general prefigurat: els coronaments són simètrics i idèntics, amb ornaments sezessionistes i interessants finestretes amb vitralls; mentre que al nivell del pis cada cos presenta un esquema divers (obertura única i balcó molt sortint al de l'esquerra; dues obertures i un balcó més pla al de la dreta). A tots dos casos, però, sota el balcó presenta unes característiques ondulacions. Hi ha un pavelló interior de coberta corbada.
Tot i que s'estableix un pla de façana únic, el sòcol es diferencia de la resta a través de la coloració. El repertori ornamental fa pensar en Mackintosh, especialment pels pinacles cilíndrics amb ornaments abstractes, el carener de la coberta que forma dues punxes suaus, o les tribunes, fetes de caselles, de l'última planta.

## Història
Va ser projectada per l'arquitecte Joan Amigó i Barriga per encàrrec d'Enric Mir i Carreras, conegut com en «Mir ric», soci de Joan Gamper en la societat Cafès Mir-Gamper.